# Surrey County Cricket Club
Der Surrey County Cricket Club repräsentiert die traditionelle Grafschaft Surrey in den nationalen Meisterschaften im englischen Cricket.

## Geschichte

### Die Anfänge
Cricket ist in Surrey schon mindestens seit dem 16. Jahrhundert bekannt. Das erste First-Class Match fand 1707 in Croydon statt, das erste Spiel über County-Grenzen hinaus 1709 gegen Kent. Die Gründung des heutigen County Cricket Clubs erfolgte am 22. August 1845 im Horns Tavern in Kennington, London. Im gleichen Jahr liegen die Ursprünge des Kennington Ovals, das bis heute die Heimstätte des Vereins ist. Das erste First-Class Match des CCC erfolgte im Mai 1846 gegen den Marylebone Cricket Club.

### Erste Erfolge

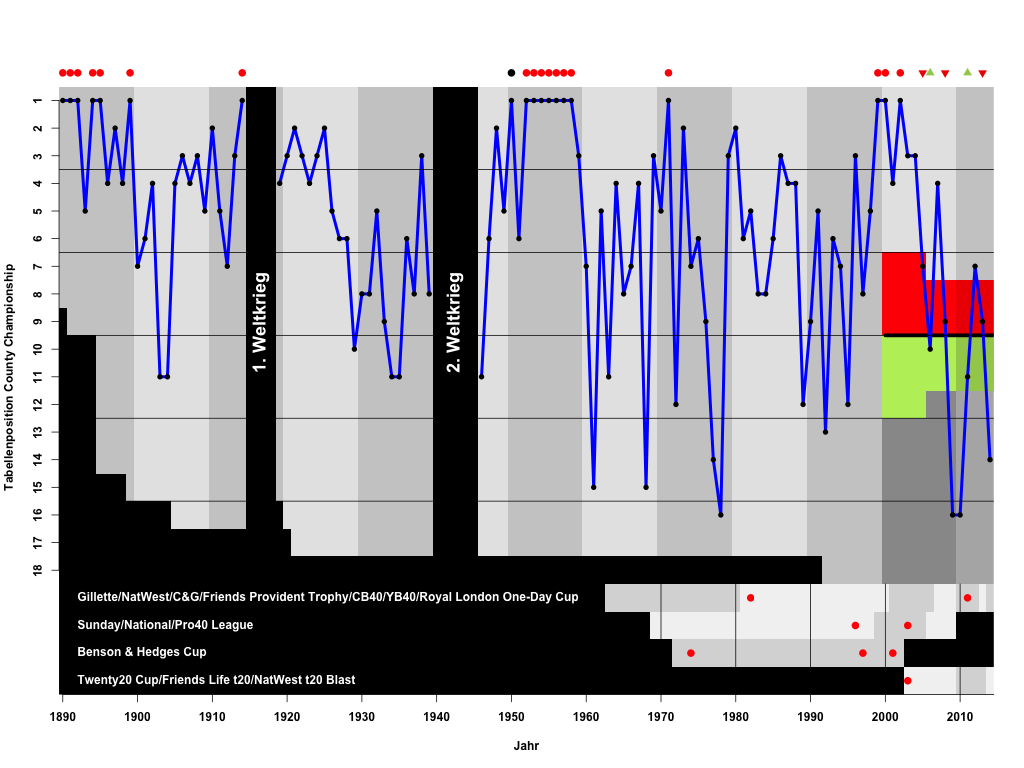
Performance des Surrey County Cricket Club im First Class, One-Day und T20 Cricket in den nationalen englischen Wettbewerben.

Die erste Hochphase begann 1887. Zunächst wurde man dreimal aufeinanderfolgend zum County Champion, dem inoffiziellen Vorläufer der County Championship, ernannt. Als 1890 die offizielle Meisterschaft eingeführt wurde, war man der erste Sieger unter damals acht Mannschaften. Der Sieg konnte 1891 und 1892 wiederholt werden und nachdem ein Jahr nur eine durchschnittliche Saison gespielt wurde, erfolgte 1894 und 1895 die nächsten beiden Meisterschaften. Dominierende Spieler der Zeit waren John Shuter, Bobby Abel, Tom Hayward, George Lohmann, Bill Lockwood und Tom Richardson. Nach diesen erfolgreichen Jahren folgte für mehrere Jahre schlechtere Ergebnisse. Erst 1914 konnte die letzte Meisterschaft vor dem Ersten Weltkrieg gewonnen werden. Wichtigster Spieler bei diesem Titelgewinn war Jack Hobbs.

### Zwischen den Kriegen
Nach dem Ersten Weltkrieg konnte man sich zunächst in den ersten vier der Meisterschaft etablieren, jedoch reichte es nicht zum Gewinn derselben. Kapitän zu der Zeit war Percy Fender, der jedoch nach 1925 das Abrutschen des Vereins hinnehmen musste. Sein Nachfolger wurde 1932 Douglas Jardine, aber auch er benötigte bis 1938 um das Team wieder unter die ersten drei Mannschaften der County Championship zu führen.

### Nach dem Zweiten Weltkrieg
Nach dem Zweiten Weltkrieg benötigte die Mannschaft ein paar Jahre um wieder ganz oben mitzuspielen. Dies gelang 1950, als sich das Team mit Lancashire die Meisterschaft teilte. Dies war der Anfang einer großen Dominanz. Zwei Jahre später gelang die nächste Meisterschaft und von da an Gewann Surrey die County Championship insgesamt sieben Mal hintereinander. Spieler wie die Bowler Alec Bedser, Peter Loader, Jim Laker und Tony Lock und Batsmen wie Laurie Fishlock, Ken Barrington und Peter May waren Bestandteil dieses Erfolgs. In der Folge erfolgte ein tiefer Absturz, von dem sich das Team lange nicht erholte. Erst mit Beginn der 1970er Jahre konnten wieder Erfolge gefeiert werden. 1971 konnte die County Championship gewonnen werden, 1974 erfolgte mit dem Gewinn des Benson & Hedges Cups der erste One-Day Titel. In der Folge litt der Club unter finanziellen Problemen, die es schwer machten Erfolge zu realisieren.

### Bis in die heutige Zeit
In den 1980er Jahren hielt sich Surrey in der oberen Tabellenhälfte, konnte jedoch keinen Gewinn der County Championship erzielen. 1982 gewann man mit der NatWest Trophy den einzigen Titel in dem Jahrzehnt. Nach einer Krise zu Beginn der 1990er Jahre konnte sich das Team in der zweiten Hälfte des Jahrzehnts stabilisieren. 1996 wurde die Sunday League gewonnen, im Jahr darauf der Benson & Hedges Cup. 1999 gewann man dann auch nach 28 Jahren wieder die County Championship. Der Erfolg konnte 2000 wiederholt werden und 2001 wurde der Benson & Hedges Cup ein drittes Mal gewonnen. 2002 gelang wieder der Gewinn der County Championship und im Jahr darauf wurde sowohl die National League als auch der Twenty20 Cup gewonnen. Dies war vorerst der letzte Erfolg, denn anschließend drückten wieder finanzielle Schwierigkeiten den Verein in eine Krise. So stieg der Club 2005 in die zweite Division ab, konnte diese zwar im Jahr darauf Gewinnen, jedoch fand ein Etablieren in der ersten Division nicht statt. Einzig im One-Day Cricket gelang mit dem Gewinn der Clydesdale Bank 40 im Jahr 2011 ein weiterer Titel. 2013 verloren sie im Finale des Twenty20 Cups deutlich gegen Northamptonshire. 2015 und 2016 qualifizierten sie sich jeweils für das Finale des Royal London One-Day Cups, mussten sich aber gegen Gloucestershire und Warwickshire jeweils geschlagen geben. In der Saison 2018 gelang ihnen nach 16 Jahren wieder der Gewinn der County Championship.

## Stadion
Das Heimstadion des Clubs ist The Oval in Kennington, London. Daneben wird Woodbridge Road in Guildford und die Whitgift School in Croydon (London) genutzt.

## Erfolge

### County Cricket
- Gewinn der County Championship (19+1 geteilt): 1890, 1891, 1892, 1894, 1895, 1899, 1914, 1950 (geteilt), 1952, 1953, 1954, 1955, 1956, 1957, 1958, 1971, 1999, 2000, 2002, 2018
- Gewinn der zweiten Division (1): 2006

### One-Day Cricket
- Gilette/NatWest/C&G Trophy/FP Trophy (1963–2009) (1): 1982
- Sunday/National/Pro40 League (1969–2009) (2): 1996, 2003
- Benson & Hedges Cup (1972–2002) (3): 1974, 1997, 2001
- ECB 40/Clydesdale Bank/Yorkshire Bank 40 (2010–2013) (1): 2011
- Royal London One-Day Cup (2014-heute) (0): -

### Twenty20
- Twenty20 Cup/Friends Life t20/NatWest t20 Blast (1): 2003

## Statistiken

### Runs
Die meisten Runs im First-Class Cricket wurden von den folgenden Spielern erzielt:
| Spieler        | Spielzeiten | Runs   |
| -------------- | ----------- | ------ |
| Jack Hobbs     | 1905–1934   | 43.554 |
| Thomas Hayward | 1893–1914   | 36.171 |
| Andrew Sandham | 1911–1937   | 33.312 |
| John Edrich    | 1958–1978   | 29.305 |
| Robert Abel    | 1881–1904   | 27.609 |

### Wickets
Die meisten Wickets im First-Class Cricket wurden von den folgenden Spielern erzielt:
| Spieler           | Spielzeiten | Runs  |
| ----------------- | ----------- | ----- |
| Thomas Richardson | 1892–1904   | 1.775 |
| Graham Lock       | 1946–1963   | 1.713 |
| Percy Fender      | 1914–1935   | 1.586 |
| Alec Bedser       | 1939–1960   | 1.459 |
| Alfred Gover      | 1928–1947   | 1.437 |